# Bulbophyllum nitidum
Bulbophyllum nitidum es una especie de orquídea epifita  originaria de  	 Papúa Nueva Guinea

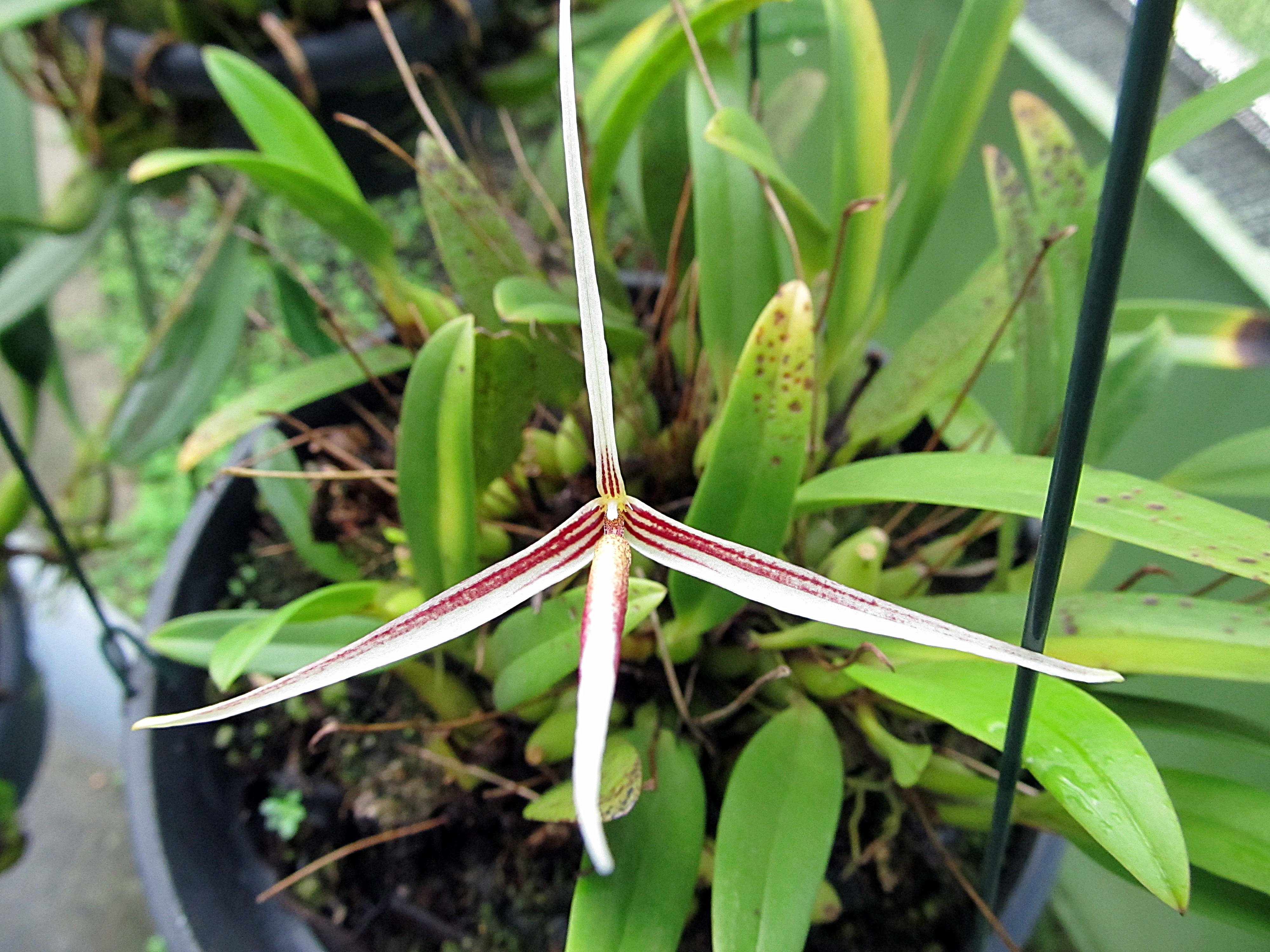
Vista de la flor

## Descripción
Es una orquídea de pequeño tamaño, con hábitos de epifita con pseudobulbos cónicos cilíndricos que llevan una sola hoja apical, erecta, coriácea y glabra estrechamente ligulada, obtusa que se estrecha en la base subpeciolada. Florece en el invierno en una inflorescencia basal, erecta de 9 cm  de largo con flores con una bráctea floral elíptica que sostiene la flor justo por encima de las hojas.

## Distribución y hábitat
Se encuentra en Papúa Nueva Guinea  que se encuentra en los árboles cubiertos de musgo en las elevaciones alrededor de 1.200 metros. 

## Taxonomía
Bulbophyllum nitidum fue descrita por Rudolf Schlechter y publicado en Repertorium Specierum Novarum Regni Vegetabilis, Beihefte 1: 711. 1912.
Etimología
Bulbophyllum: nombre genérico que se refiere a la forma de las hojas que es bulbosa.
nitidum: epíteto latino que significa "nítido, deslumbrante".
Sinonimia
- Hapalochilus nitidus (Schltr.) Senghas[4][5]